# Peter Atkins
Peter Atkins (* 10. srpna 1940) je anglický chemik a bývalý profesor na Oxfordské univerzitě. Získal všeobecnou známost svými populárními učebnicemi chemie, které byly přeloženy do mnoha světových jazyků. Přednášel kvantovou mechaniku, kvantovou chemii a termodynamiku. Je patronem Vědecké společnosti Oxfordské univerzity.
V patnácti letech odešel ze školy a začal pracovat jako asistent v laboratoři společnosti Monsanto. Při práci se věnoval samostudiu, složil maturitní zkoušku a následně získal místo na Univerzitě v Leicesteru. Studoval zde chemii a obdržel nejprve titul bakaláře a v roce 1964 také doktorát. Poté odešel do Spojených států, kde se věnoval dalšímu studiu na Kalifornské univerzitě v Los Angeles jako postdoktorand. Zpět do Anglie se vrátil v roce 1965 a nastoupil jako vysokoškolský učitel na oxfordské Lincoln College, kde se stal posléze profesorem.
Peter Atkins obdržel čestný doktorát Univerzity v Utrechtu, Univerzity v Leicesteru, Mendělejevovy chemicko-technologické univerzity v Moskvě a Kazaňské státní výzkumné technické univerzity.

## Osobní život
V roce 1964 se oženil s Judith Keartonovou a v roce 1970 se jim narodila dcera Juliet. Avšak v roce 1983 se rozvedli. V roce 1991 se oženil s vědkyní Susan Greenfieldovou, se kterou se rozvedl v roce 2005. V roce 2008 se oženil s Patricií-Jean Nobesovou (rozenou Brandovou).